# Ottone e Acerbo Morena
Ottone (fl. XII secolo) e  
suo figlio Acerbo Morena (... – 1167) di Lodi sono stati cronisti italiani.
Hanno scritto in latino degli eventi del XII secolo da un punto di vista lombardo in una storia di Lodi, De rebus Laudensibus ("Per quanto riguarda Lodi"), iniziata da Ottone. Acerbo morì nello scoppio di malaria conseguente ai disordini avvenuti quando l'esercito di Federico Barbarossa prese possesso di Roma nel luglio 1167. La cronaca comprende numerosi ritratti verbali dei contemporanei, tra cui Federico Barbarossa. La loro cronaca ha trovato poi un continuatore anonimo il cui lavoro è generalmente unito al loro.